# Rivière Jolie (La Tuque)
Pour les articles homonymes, voir Jolie.
La rivière Jolie est un affluent de la rive droite de la rivière Saint-Maurice, coulant dans les cantons Bonin et Lareau, dans le territoire de La Tuque, en Mauricie, au Québec, au Canada.
Ce cours d'eau fait partie du bassin versant de la rivière Saint-Maurice laquelle se déverse à Trois-Rivières sur la rive nord du fleuve Saint-Laurent.
L’activité économique du bassin versant de la Rivière Jolie est la foresterie. Le cours de la rivière coule entièrement en zones forestières. La surface de la rivière est généralement gelée de la mi-décembre à la fin mars.

## Géographie
La rivière Jolie prend sa source à l’embouchure du lac Polichinelle (longueur : 1,5 km ; altitude : 532 m) ; ce lac qui a la forme d’un grand U difforme ouvert vers le sud-ouest, est situé dans la partie est du canton de Bonin.
À partir de l’embouchure du lac Polichinelle, la rivière Jolie coule sur 37,0 km, selon les segments suivants :
Cours supérieur de la rivière Jolie (segment de 9,6 km)
- 1,0 km vers le nord-ouest, jusqu’à la rive sud-est du lac Tallman ;
- 4,3 km vers le nord en traversant le lac Tallman (longueur : 5,3 km ; altitude : 505 m) lequel se contacte par un court détroit au « Petit lac Tallman » ;
- 1,6 km vers l'ouest en traversant le « Petit lac Tallman » (altitude : 505 m) sur sa pleine longueur, jusqu’à la rive est du Petit lac Bonin ;
- 2,7 km vers le nord-ouest, puis vers l'ouest en traversant le Petit lac Bonin (altitude : 492 m) sur 0,5 km un appendice de la rive est du lac Bonin, puis vers le sud-ouest en traversant le lac Bonin (longueur : 5,9 km ; altitude : 492 m) sur 2,3 km jusqu’au barrage à son embouchure ;

Cours inférieur de la rivière Jolie (segment de 27,4 km)
- 4,3 km vers le sud-ouest, en traversant le lac du Soulagement (longueur : 2,9 km ; altitude : 458 m) sur sa pleine longueur, jusqu’au barrage Jolie, situé à l’embouchure du lac ;

- 3,0 km vers le sud-est, puis le sud, jusqu’à la limite nord du canton de Lareau ;
- 2,7 km vers le sud-ouest, jusqu’au ruisseau du Chevreuil (venant de l’est) ;
- 3,0 km vers l'ouest, jusqu’à un ruisseau (venant du nord) ;
- 2,3 km vers le sud en serpentant jusqu’au ruisseau Frappe-d’Abord ;
- 5,3 km vers le sud en serpentant jusqu’à la décharge du lac Kinapik ;

- 9,1 km vers le sud-ouest en serpentant jusqu’à confluence de la rivière[2].

La rivière Jolie se déverse dans le canton de Lareau sur la rive est de la rivière Saint-Maurice. La confluence de la rivière Jolie est située à :
- 38,4 km au sud-est du barrage Gouin ;
- 23,4 km au nord du centre du village de Weymontachie ;
- 100 km au nord-ouest du centre-ville de La Tuque.

## Toponymie
Le toponyme rivière Jolie a été officialisé le 17 août 1978 à la Commission de toponymie du Québec.